# Charles Joseph Gravier
Pour les articles homonymes, voir Charles Gravier et Gravier.
Charles Joseph Gravier est un zoologiste français né le 4 mars 1865 à Orléans et mort le 15 novembre 1937 à Paris 14e, 21 rue Hallé.

## Biographie
Issu d’un milieu modeste, il est reçu major à l’École normale d’Orléans. Il devient instituteur en 1883 avant de partir en 1885 à l’École normale supérieure de Saint-Cloud, section sciences. Il découvre et se passionne pour la zoologie grâce au cours d’Edmond Perrier (1844-1921).
Gravier devient, en 1887, professeur d’histoire naturelle à l’école normale de Grenoble. Il obtient une licence de sciences physiques en 1889 et de sciences naturelles en 1891. Il obtient une bourse qui lui permet d’obtenir l’agrégation de sciences naturelles en 1893. Sous la direction d’E. Perrier, il soutient sa thèse en sciences en 1896 et entre au Muséum national d'histoire naturelle deux ans plus tard.
Gravier est d’abord assistant d’E. Perrier au Muséum puis, en 1903, assistant de son successeur Louis Joubin (1861-1935). En 1917, il obtient la nouvelle chaire des vers et des crustacés et devient membre, en 1922, de l’Académie des sciences française.
Il a été fait chevalier de la Légion d'honneur le 1er octobre 1923 et commandeur le 6 août 1937.

## Liste partielle des publications
- 1901 — Méthode de récolte, de fixation et de conservation des invertébrés (arthropodes exceptés) (Paris : Impr. nationale).
- 1904 — Rapport sur une mission scientifique à la Côte française des Somalis (Paris : Impr. nationale).
- 1905 — Avec Marcellin Boule (1861-1942) et Henry Lecomte (1856-1934)  Cours d'histoire naturelle, pour l'enseignement primaire supérieur (Paris, Masson — 2e édition en 1909 ; 3e édition en 1910 ; 4e édition en 1912 ; 5e édition en 1920 ; 7e édition en 1925).
- 1907 — Annélides polychètes dans Expédition antarctique française (1903-1905), commandée par le Dr Jean Charcot. Sciences naturelles : documents scientifiques (Paris).
- 1907 — Rapport sur une mission scientifique à l'île de San Thomé (golfe de Guinée) (Paris : Impr. nationale).
- 1908 — La Méduse du Tanganyika et du Victoria-Nyanza, sa dispersion en Afrique (Paris : Impr. nationale).
- 1909 — Madréporaires des îles San Thomé et du Prince (golfe de Guinée) (Impr. de Monaco).
- 1911 — Les Récifs de coraux et les madréporaires de la baie de Tadjourah (golfe d'Aden) (Paris : Masson).
- 1912 — Les Divers degrés du parasitisme chez les crustacés annélidicoles (Paris : Impr. nationale).
- 1912 — Sur la répartition géographique des espèces actuellement connues du genre ″Cephalodiscus″ Mac Intosh (Paris : Impr. nationale).
- 1912 — Sur l'habitat d'un crustacé parasite annélidicole (“Herpyllobius arcticus″ Steenstrup-Lütken) (Paris : Impr. nationale).
- 1912 — Sur l'histoire d'un crustacé parasite annélidicole rapporté par la 2e expédition antarctique française (Paris : Impr. nationale).
- 1912 — Sur un crustacé parasite d'un polynoïdien de l'Antarctique sud-américain (“Selioides tardus, nov. sp.″) (Paris : Impr. nationale).
- 1912 — Sur une espèce de “Cephalodiscus (C. Anderssoni, nov. sp.″) provenant de la seconde expédition antarctique française (Paris : Impr. nationale).
- 1912 — Sur un nouveau genre de crustacé parasite d'un syllidien de l'Antarctique sud-américaine (“Thylacoides nov. g. Sarsi n. sp.″) (Paris : Impr. nationale).
- 1912 — Sur un type nouveau de crustacé parasite d'un serpulien de l'Antarctique sud-américaine (“Bactropus nov. g. cystopomati nov. sp.″) (Paris : Impr. nationale).
- 1913 — Crustacés parasites, Alcyonaires, madréporaires et Ptérobranches dans Deuxième expédition antarctique française (1908-1910), commandée par le Dr Jean Charcot. Sciences naturelles : documents scientifiques (Paris).
- 1916 — Contribution à l'étude de la faune actinienne de San Thome (Golfe de Guinée) (Paris : Masson).
- 1919 — La faune pélagique de Messine et l'Institut central de biologie marine (Paris).
- 1920 — Larves d'Actiniaires provenant des campagnes scientifiques de S.A.S. le prince Albert Ier de Monaco (Monaco).
- 1920 — Madréporaires provenant des campagnes des yachts “Princesse-Alice″ et “Hirondelle II″ (1893-1913) (Monaco).
- 1921 —  Antipathaires provenant des campagnes des yachts “Princesse-Alice″ et “Hirondelle II″ (1893-1913) (Monaco).
- 1922 —   Hexactinidés provenant des campagnes des yachts “Princesse-Alice″ et “Hirondelle II″ (1893-1913) (Monaco).
- 1937 — Stomatopodes des côtes d'Indochine (Paris : Masson).

## Note
1. ↑  Thèse intitulée Recherches sur les phyllodociens.

## Source
- Philippe Jaussaud & Édouard R. Brygoo (2004). Du Jardin au Muséum en 516 biographies. Muséum national d’histoire naturelle de Paris : 630 p.  (ISBN 2-85653-565-8)